# Bernard Capelle
Bernard Capelle, geboren als Paul Alexandre Léon Capelle Henry de Faveaux, (Namen, 8 februari 1884 - Leuven, 29 oktober 1961) was de tweede abt van de benedictijnenabdij van de Keizersberg van 1928 tot 1952.
Hij lag mee aan de basis van de liturgische hervorming die haar hoogtepunt beleefde tijdens het Tweede Vaticaans Concilie (1962-1965) en leidde tot de invoering van de mis in de volkstaal.

## Levensloop
Capelle was de zoon van de procureur des Konings Albert Capelle (1857-1930) en Emilie Danis (1861-1939). Albert Capelle stamde uit een oude Naamse familie (zijn vader was in die stad notaris) en had zijn naam verlengd tot Capelle Henry de Faveaux, door toevoeging van de uitgestorven familienaam van zijn grootmoeder.
Paul Capelle studeerde aan het jezuïetencollege van Namen. Daarna ging hij naar het grootseminarie en als seminarist werd hij naar de Pauselijke Universiteit Gregoriana te Rome gestuurd. Hij behaalde in 1904 het doctoraat in de filosofie, in 1908 het doctoraat in de theologie en in 1912 het doctoraat in de bijbelwetenschappen.
Op 10 augustus 1906 was Capelle door bisschop Heylen van Namen tot priester gewijd. Na zijn studies in 1912 werd Capelle kapelaan in Gembloers. Beetje bij beetje werd hij aangetrokken door het kloosterleven. In 1918 trad hij binnen in de benedictijnenabdij van Maredsous. Hij was verantwoordelijk voor de Revue bénédictine, en onderwees dogmatische theologie aan de abdij van de Keizersberg en patrologie en kerkelijke geschiedenis aan de abdij van Maredsous.
Op 23 januari 1928 werd Dom Capelle unaniem tot abt-coadjutor verkozen voor de abdij Keizersberg en op 25 februari ingezegend. Zijn wapenspreuk luidde: "Nihil Christo Carius"
Nadat zijn voorganger, de eerste abt, Robert de Kerchove ontslag had genomen, werd hij de tweede abt. Hij nam ontslag op 28 november 1952 en werd opgevolgd door Dom Robert Van Dooren.
Onder zijn bestuur waren volgende gebeurtenissen te vermelden:
- 1929: start van het theologische tijdschrift Recherches de Théologie Ancienne et Médiévale.
- 1936: oprichting van de grote ingangspoort van de abdij.
- 1944: 11-12 mei: de abdij en tuingebouwen werden zwaar beschadigd door nachtelijke bombardementen op Leuven en omgeving. De abdij werd tijdelijk onbewoonbaar.
- 1948: 23 december: de monniken van Keizersberg aanvaarden een monastieke stichting in Stavelot-Wavreumont.
- 1949: 8 september: plechtige herdenking van het 50-jarig bestaan van de abdij.
- 1952: 21 juni: oprichting van de priorij St.-Remacle in Stavelot-Wavreumont.

Capelle werd in 1936 hoogleraar in de geschiedenis van de liturgie aan de Katholieke Universiteit Leuven. In 1956 ging hij op emeritaat en het jaar nadien ontving hij uit handen van de Leuvense rector Paulin Ladeuze een eredoctoraat.

## Publicaties
- Le prêtre et la liturgie, 1929
- Notes de théologie ambrosienne, in: Recherches de Théologie ancienne et médiévale, april 1931
- Religion et Liturgie, Ed. de L'ACJB, 1942
- Pour une meilleure intelligence de la messe, Paris, Desclée, 1946
- Perennité de saint Benoit, in: Revue Générale Belge, A. Goemaere, Brussel 1947
- Le Christ, idéal du prêtre, 1951
- Problèmes textuels de la préface romaine, in: Recherches de science religieuse, 1951/52, blz. 139-150
- L'oeuvre liturgique de S. Gélase, in: Theol. Studies II(2), 1951, blz. 129-144.
- Missel Quotidien Vespéral publié par les moines du Mont César, Ed. du Mont César, 1951, 1956, 1960, enz.
- Les liturgies "basiliennes" et Saint Basile, in: Un témoin archaïque de la liturgie copte de S. Basile, J. Doresse et Dom E. Lanne, 1960
- L'antienne ‘In Paradisum’, in: Travaux liturgiques 3, 1967, blz. 261-65.